# Bascous
Bascous é uma comuna francesa na região administrativa de Occitânia, no departamento de Gers. Estende-se por uma área de 10,22 km². Em 2010 a comuna tinha 167 habitantes (densidade: 16,3 hab./km²).